# Columbus (Wisconsin)
Columbus is een plaats (city) in de Amerikaanse staat Wisconsin, en valt bestuurlijk gezien onder Columbia County en Dodge County.

## Demografie
Bij de volkstelling in 2000 werd het aantal inwoners vastgesteld op 4479. In 2006 is het aantal inwoners door het United States Census Bureau geschat op 4995, een stijging van 516 (11,5%).

## Geografie
Volgens het United States Census Bureau beslaat de plaats een oppervlakte van 10,3 km², geheel bestaande uit land. Columbus ligt op ongeveer 259 m boven zeeniveau.

## Plaatsen in de nabije omgeving
De onderstaande figuur toont nabijgelegen plaatsen in een straal van 20 km rond Columbus.